# Khurshidbanu Natavan
Khurshidbanu Natavan (àzeri: Xurşidbanu Natəvan)  (Xuixa, 6 d'agost de 1832 - Xuixa, 2 d'octubre de 1897) també coneguda per “Xan qızı” ('la filla del kan') fou una poeta de l'Azerbaidjan.

## Biografia

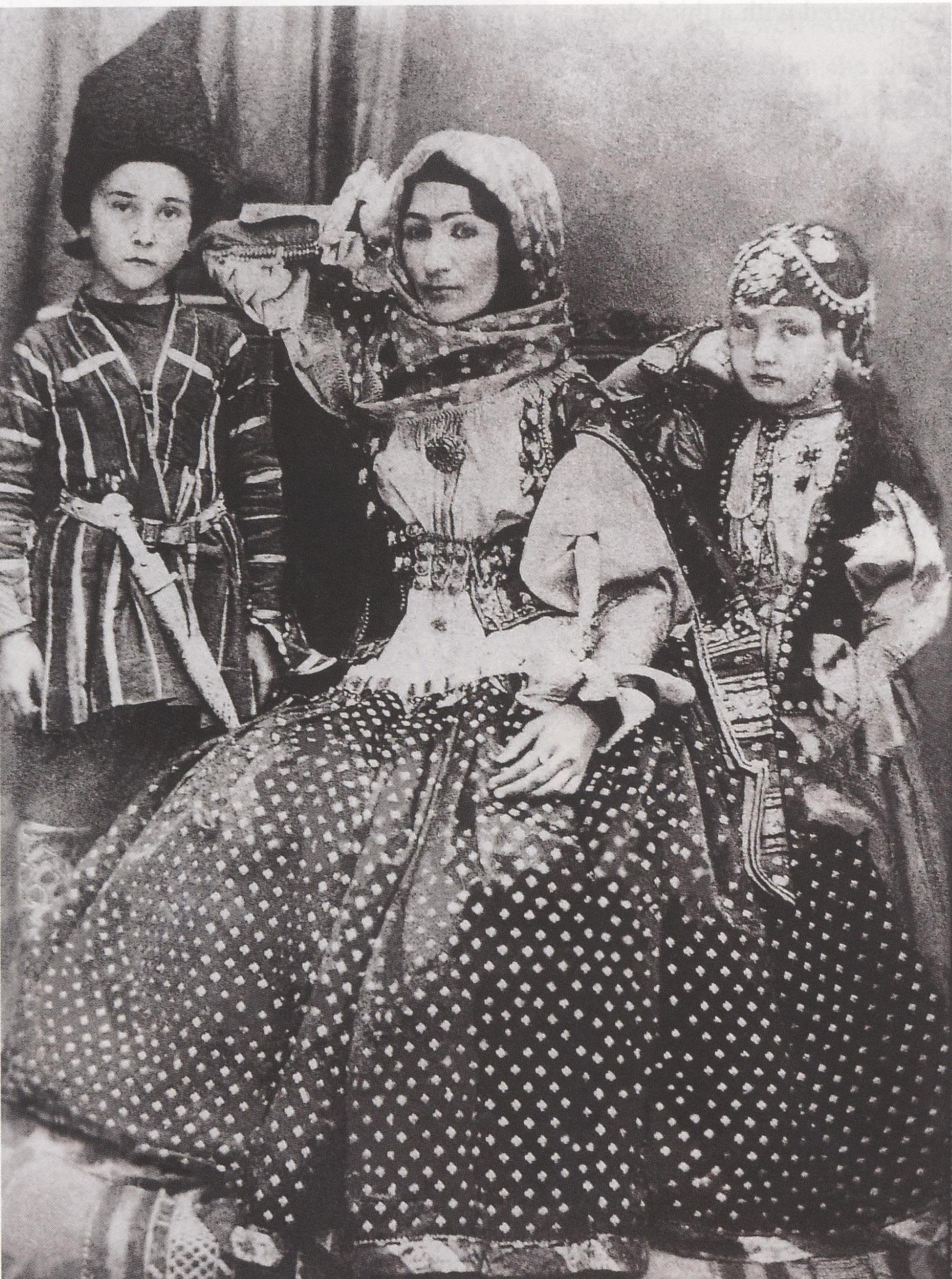
Khurshidbanu Natavan i els seus fills del primer matrimoni

Natavan nasqué el 6 d'agost del 1832 a Shusha, en la família del darrer kan del Kanat de Karabakh Mehdiqulu khan i Badirdjahan-beyim, neta d'Ibrahim Khalil Khan i de Javad Khan. Rebé l'educació a casa: idiomes orientals i les obres clàssiques de Firdawsí, Nizami Gandjawi, Saadi, Hàfidh, Ali-Shir Nava'i, etc. Viatjà a Daguestan, a Tbilisi, Bakú. Al 1858 es trobà amb Alexandre Dumas a Bakú.
Una de les primeres societats literàries –“Majlis-i Uns” ('Reunió d'amics), fundada per Khurshidbanu Natavan a Shusha al 1872, es feu especialment popular i concentrà la força poeticointel·lectual de Karabakh. Natavan s'involucrà en el desenvolupament social i cultural de Karabakh, i hi feu construir un palau, una mesquita, una escola, etc.
Khurshidbanu Natavan començà a escriure poesia als anys 1850. L'humanisme, l'amistat, l'amor eren els temes principals dels seus gazal i ruba'i i només una petita part de les seues obres han sobreviscut. Molts d'aquests gazal s'interpreten en la música tradicional àzeri de hui. A més de la creativitat poètica, Natavan es dedicà a la pintura.
La primera col·lecció dels seus versos fou publicada per Salman Mumtaz al 1928, i al 1982 se'n publicaren en rus.
Khurshidbanu Natavan va morir l'any 1897, a l'octubre, a Shusha. Està enterrada a Aghdam, al cementeri "Imaret".

## Vida

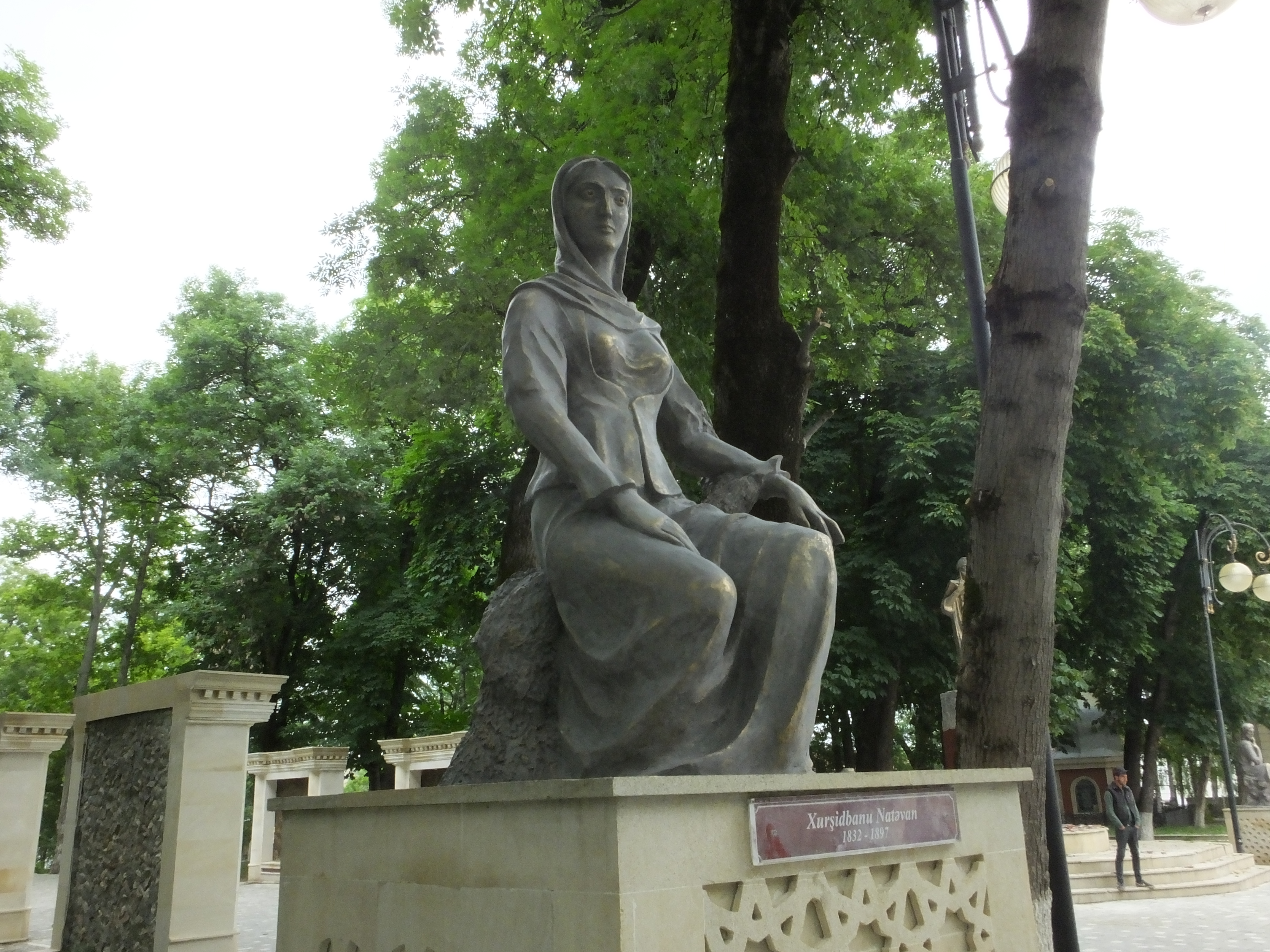
El monument a Khurshidbanu Natavan, Quba, Azerbaidjan

Per primera vegada Khurshidbanu Natavan es casà amb el príncep Khasya khan Utsmiyev i del matrimoni, al 1855, nasqué Mekhtikulu Khan i al 1856 la seua filla Khan Bike. Aquest fou un matrimoni polític.
Per segona vegada es casà amb Seid Husein Aghamirov i d'aquest matrimoni, al 1868, nasqué Mir Abbas Agha, al 1870 Mir Hasan Agha, Mir Djafar Agha i dues filles: Sara Beyim i Khadjar Beyim.

## Memòria
L'any 1960 s'erigí un monument a Natavan al centre de Bakú de l'escultor Omar Eldarov.
Al febrer de l'any 2016 un altre monument a Natavan s'alçà al parc central de la ciutat Waterloo (Bèlgica) per l'escultor Imran Mehdiyev.
Al 2017 a la ciutat francesa d'Évian-els-Bains s'erigí un monument a Natavan.
A Quba, ciutat àzeri, també s'aixecà un monument a Khurshidbanu Natavan.